# 巴杰罗美术馆

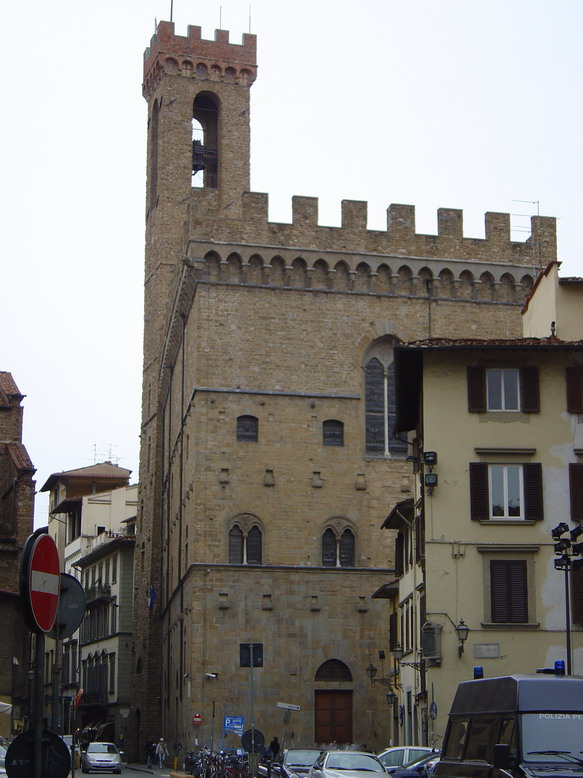
巴杰罗美术馆

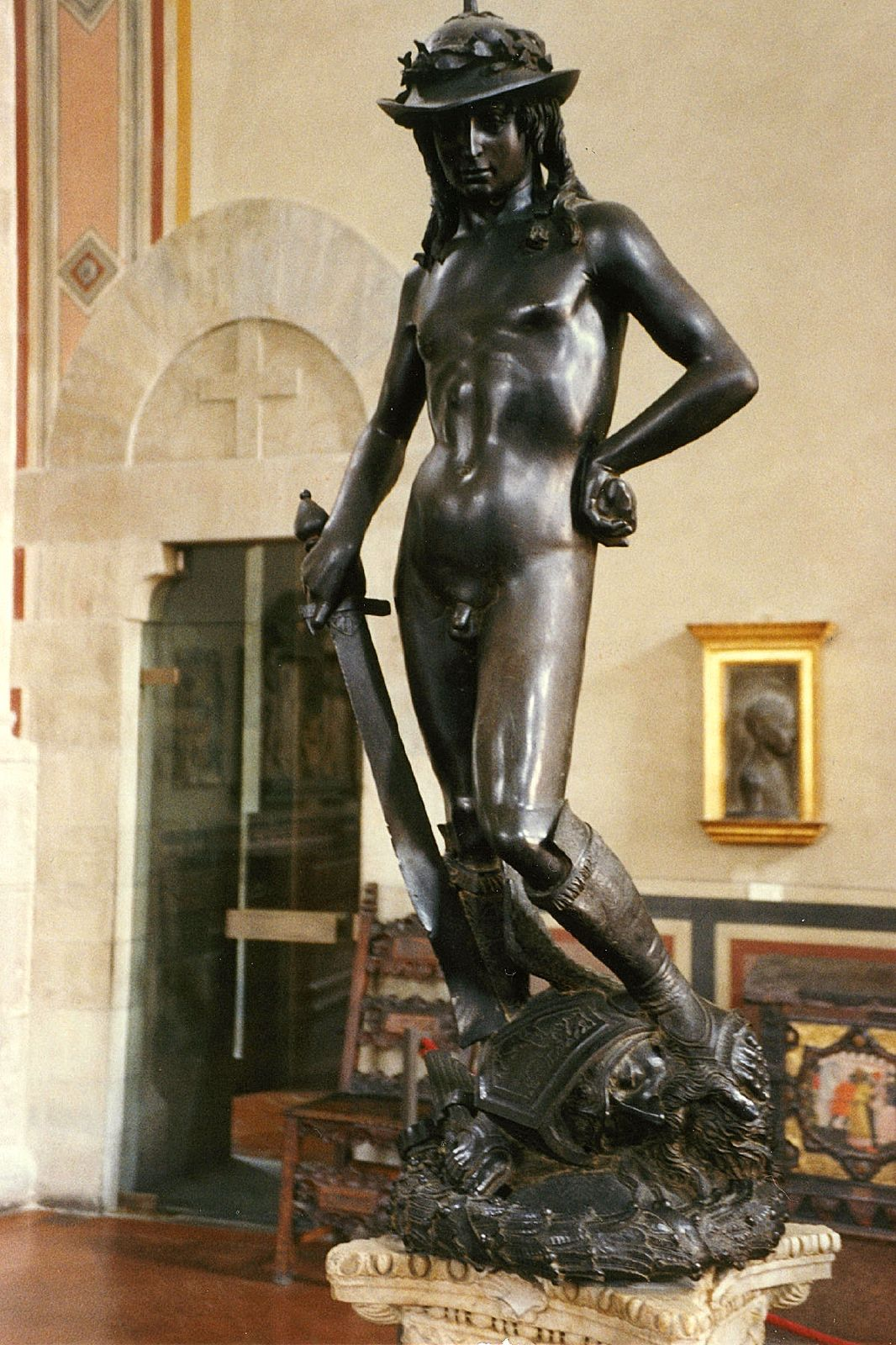
多那太罗的大卫像

巴杰罗美术馆（Museo Nazionale del Bargello）又名巴杰罗宫、人民宫（Palazzo del Popolo），位于意大利佛罗伦萨，曾经用作军营和监狱，现在是一个美术馆。馆内收藏有米开朗琪罗的不少作品，例如《巴卡斯》（Bacchus）、《圣母和圣婴》（Pitti Tondo）。还有多那太罗的大卫像和圣乔治像，詹波隆那的L’Architettura和Mercurio等。
这里还有洛伦佐吉尔贝蒂和伯鲁乃列斯基为争夺佛罗伦萨圣若望洗礼堂的第二组大门（1401）而进行的“奉献以撒”的设计竞赛。